# NGC 2549
NGC 2549 (другие обозначения — UGC 4313, MCG 10-12-124, ZWG 287.69, PGC 23313) — линзообразная галактика (S0) в созвездии Рыси. Открыта Джоном Гершелем в 1831 году.
Галактика наблюдается с ребра и находится на расстоянии в 12,3 мегапарсека. Звёздная масса галактики составляет 1,9⋅1010 M⊙, масса чёрной дыры в её центре — 1,4⋅107 M⊙. Отношение массы к светимости в полосе R составляет 4,7 M⊙/L⊙. Светимость балджа составляет 29 % полной светимости галактики. Во внешних областях галактики движение звёзд не совпадает с движением газа. Звёздное население имеет средний возраст в 5,5 миллиардов лет. В галактике наблюдается два бара.
Этот объект входит в число перечисленных в оригинальной редакции «Нового общего каталога».